# Rönnplattnos
Rönnplattnos (Gonotropis gibbosa) är en skalbagge som beskrevs 1876 av den amerikanska entomologen John Lawrence LeConte. Arten ingår i släktet Gonotropis, familjen plattnosvivlar och överfamiljen vivlar. Rönnplattnosen är mycket lik björkplattnosen (Gonotropis dorsalis), och behandlades tidigare som olika raser av en och samma art. På grund av detta är mycket kring dess utbredning och exakta ekologi oklart.

## Utbredning
Den globala utbredningen är dåligt känd. Den förekommer i Sverige, och det finns spridda fynd från Blekinge till övre Norrland.

## Utseende
Rönnplattnos är mycket lik björkplattnos, och är en bred och kullrig skalbagge, 4-7 mm lång, med en tydlig stor, gräddgul fläck på täckvingarna. Ytan på kroppen är ojämn med små knölar och den är övervägande svart med grå fläckar. Antennerna är långa och trådformiga med en svagt tilltagen klubba.

## Ekologi
Hypotesen är att dess larvutveckling överensstämmer med björkplatnosen, vilket sker i innerbarken på 5-15 cm grova, nyligen döda grenar och stammar av lövträd.  Den påträffas ofta i närheten av skog som brunnit.